# Xiquan, Anhui
Xiquan (kinesiska: 西泉) är en köping i östra Kina. Den ligger i Fengyang härad i staden Chuzhou i provinsen Anhui, omkring 100 kilometer norr om provinshuvudstaden Hefei. Antalet invånare är 35246. Befolkningen består av 16 934 kvinnor och 18 312 män. Barn under 15 år utgör 22,0 %, vuxna 15-64 år 67 %, och äldre över 65 år 9,0 %.